# Liolaemus kingii
La lagartija de King (Liolaemus kingii) es una especie de lagarto de la familia Liolaemidae. También mencionada como lagartija de las rocas patagónicas o lagartija robusta. El nombre específico kingii fue elegido en honor a Phillip Parker King, contraalmirante de la Marina Real británica.

## Descripción
Es una lagartija de unos 10 cm de longitud, con extremidades cortas y cola muy larga. La coloración dorsal, que presenta franjas blancas sobre un color marrón verdoso, la diferencia de otras especies similares. Es una especie vivípara, pare de dos a cinco crías en cada camada. Es principalmente insectívora aunque también puede consumir vegetales.

## Distribución
Se distribuye en la Patagonia argentina y, en menor medida, en la chilena; principalmente en la provincia de Santa Cruz y en el sudeste de la provincia del Chubut. La localidad tipo es Puerto Deseado. Se encuentra también en áreas naturales protegidas como el Bosque Petrificado Sarmiento.